# Liste der Fließgewässer im Flusssystem Rodach

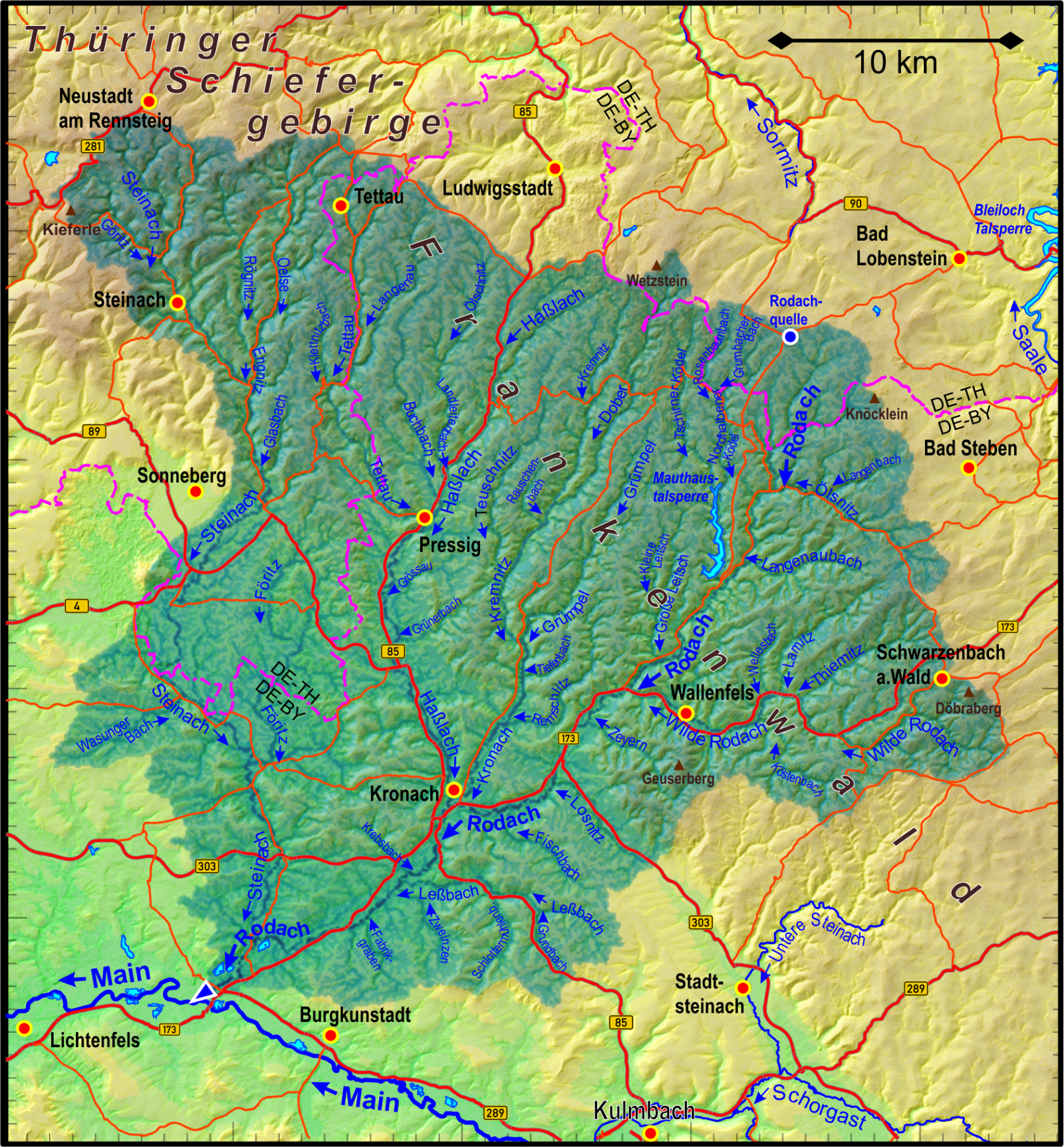
Einzugsgebiet der Rodach

Die Liste der Fließgewässer im Flusssystem Rodach umfasst alle direkten und indirekten Zuflüsse der Rodach, soweit sie namentlich auf der Topographischen Karte 1:10000 Bayern Nord (DK 10), im Kartenwerk des Stadtplandienstes der Euro-Cities AG oder im Kartenservicesystem des Bayerischen Landesamts für Umwelt (LfU) aufgeführt werden. Namenlose Zuläufe und Abzweigungen werden nicht berücksichtigt. Wenn sich der Gewässername nach dem Zusammenfluss zweier Gewässerabschnitte ändert, werden die beiden Zuflüsse als Quellzuflüsse separat angeführt, ansonsten erscheint der Teilbereichsname in Klammern. Die Längenangaben werden auf eine Nachkommastelle gerundet. Die Fließgewässer werden jeweils flussabwärts aufgeführt. Die orografische Richtungsangabe bezieht sich auf das direkt übergeordnete Gewässer. Teilflusssysteme mit mehr als 20 Fließgewässern sind in eine eigene Liste ausgelagert (→ Flusssystem).

## Rodach
Die Rodach ist ein 47,7 km langer, rechter Nebenfluss des Mains im westlichen Frankenwald.

## Zuflüsse
Direkte und indirekte Zuflüsse der Rodach
- Zahme Rodach (rechter Quellfluss[1]), 22,4 km, 144,91 km² → Flusssystem
- Wilde Rodach (linker Quellfluss[2]), 21,9 km, 107,48 km² → Flusssystem
- Finkenbach (rechts), 1,0 km
- Zeyern (links), 7,1 km, 10,41 km²
  - Dorschengraben (links), 0,7 km
  - Wildgraben (links), 0,8 km
  - Großer Peintenbach[3] (links), 0,9 km
  - Kleiner Peintenbach[4] (links), 0,9 km
  - Doernbach[5] (rechts), 1,0 km
- Rehenbach (links), 1,4 km
- Losnitz (Mühlgraben[6]) (links), 7 km (mit Mühlgraben 9 km), 18,5 km²
  - Eisenwindergraben (links), 1,6 km
  - Wurbacher Graben (rechts), 1,9 km
- Fischbach (links), 4,9 km
  - Weihersgraben (links), 0,6 km
- Stübengraben (links), 3,6 km
- Teufelsgraben (links), 1,1 km

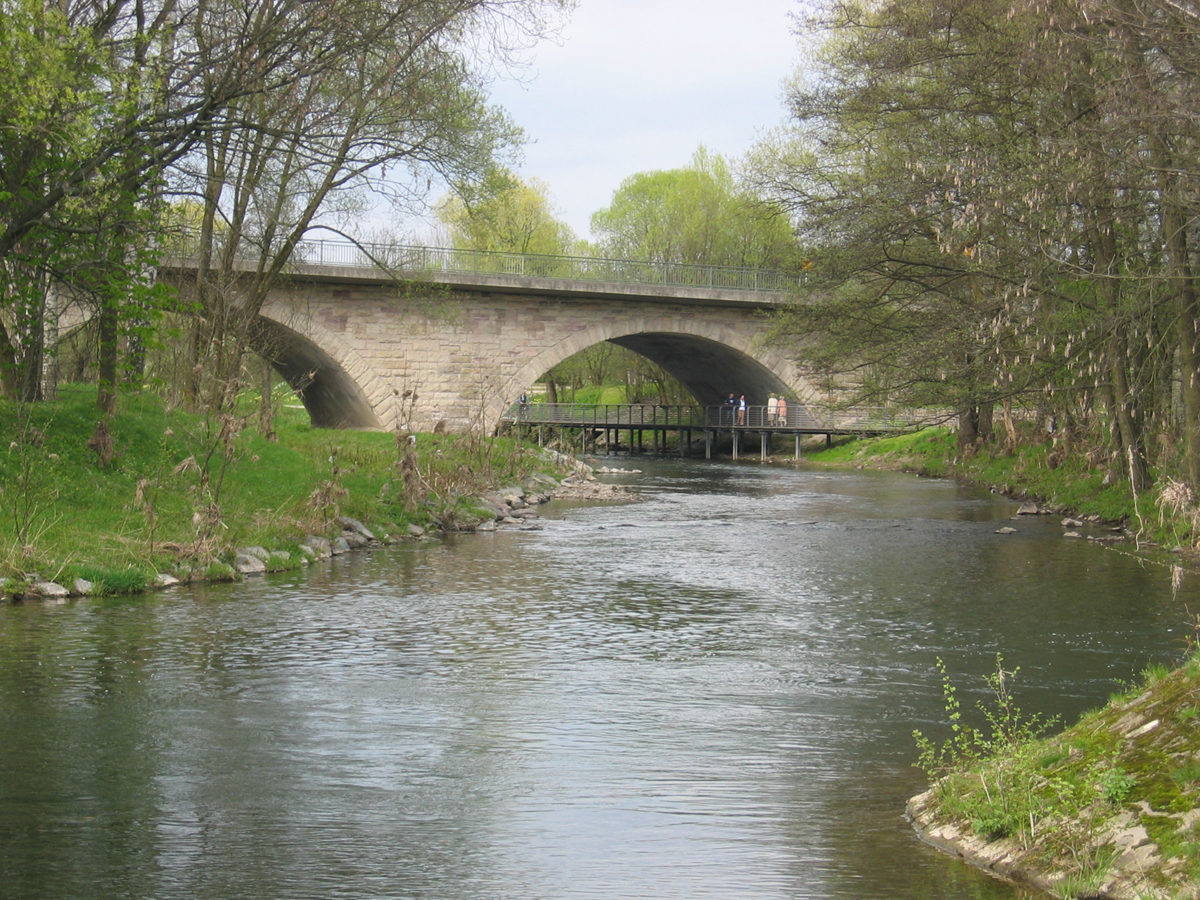
Die Haßlach in Kronach

- Haßlach (rechts), 31,2 km, 321,12 km² → Flusssystem
- Krebsbach (rechts), 3,8 km
  - Kieferiggraben (links), 1,3 km
  - Zigeunergraben (links), 1,2 km
  - Zapfenbach (rechts), 1,4 km
- Leßbach (links), 12,7 km, 40,34 km²
  - Birkigsbach (links), 1,0 km
  - Grundbach (Geretsbach[7]) (links), 3,6 km
  - Schottermühlbach (links), 4,7 km
  - Zweinzen (links), 5,3 km
    - Grundbach (rechts), 0,9 km
    - Tobersbach (links), 2,1 km
- Fabrikgraben (links), 4,7 km
- Tüschnitzer Graben (rechts), 1,9 km
- Teufelsgraben (links), 3,1 km
- Weidigsgraben (rechts), 2,5 km
  - Kreuzgraben (rechts), 1,2 km
- Buchgraben (links), 2,4 km
- Steinach (rechts), 53,9 km, 285,02 km² → Flusssystem